# Teòfil (bíblic)
Teòfil és el nom o, potser, el títol d'honor de la persona a qui es dediquen l'Evangeli de Lluc ［Lc 1:3］ i els Fets dels Apòstols. ［Ac 1:1］ Segons aquests pròlegs, les dues obres van ser escrites pel mateix autor, Lluc l'evangelista, segons la tradició eclesiàstica. El nom "θεόφιλος" ("Teòfil"), significa amic de Déu en grec o, segons altres, (ser) estimat per Déu.
No es coneix la identitat històrica de Teòfil, per la qual cosa hi ha diferents conjectures sobre això. Donat el seu significat, s'ha especulat que es tracti d'un nom simbòlic; tot cristià seria "estimat de Déu", o un títol honorífic.

## Identificacions propostes

### Visió copta
La tradició copta afirma que Teòfil era una persona i no un títol honorari. L'Església copta afirma que la persona era un jueu d'Alexandria.

### Oficial romà
Altres diuen que Teòfil fou probablement un oficial romà d'algun tipus, perquè Lluc es va referir a ell com a "Κρατιστε", optime a la traducció llatina de la Vulgata, traducció, que significa "més excel·lent", i que a la versió catalana apareix com a "il·lustre" ［Lc 1:3］ La paraula "il·lustre" s'utilitza en altres passatges quan es fa referència a un oficial romà. Aquests passatges inclouen Ac 23:26: "Claudi Lísies saluda l'il·lustre governador Félix"; Ac 24:2-3 "Tertul començà la seva acusació dient: La gran pau de què gaudim gràcies a tu i les millores que aquest poble ha rebut de la teva providència, les reconeixem en tot i per tot, il·lustre Félix, amb un profund agraïment [...]" i  Ac 26:25: "Ell li va respondre: Jo no sóc boig, il·lustre Festus".

### Sacerdot jueu
Una creença cada vegada més gran assenyala a Teòfil, fill d'Annàs, Summe Sacerdot del Temple de Jerusalem del 37 - 41. En aquesta tradició, Teòfil hagués estat alhora un kohen i un saduceu. Això el convertiria en el fill d'Annàs i cunyat de Caifàs, elevat al Temple Jueu. Els partidaris afirmen que l'Evangeli de Lluc s'adreça a lectors saduceus. Això podria explicar algunes característiques de Lluc. Comença la història amb un relat de Zacaries, el sacerdot just que va tenir una visió en el temple d'un àngel. ［Lc 1:5-25］ Lluc canvia ràpidament per relatar la purificació de Maria (nidà), el ritual de redempció al Temple de Jesús (Pidion haben) ［Lc 2:21-39］, i després el pelegrinatge de Jesús al Temple quan tenia dotze anys ［Lc 2:46］ que possiblement implicava el seu bar mitsvà. Ell no va fer esment del paper de Caifàs a la crucifixió de Jesús i emfatitza la resurrecció literal de Jesús, ［Lc 24:39］ incloent una ascensió als cels com un regne d'existència espiritual. ［Lc 24:52］ ［Ac 1:1］ Lluc també sembla posar l'accent en els arguments de Jesús amb els saduceus en punts com la base legal per al divorci, l'existència dels àngels, esperits i una vida futura (els saduceus no creien en la resurrecció dels morts). Si aquest fos el cas, llavors Lluc està tractant d'usar les rèpliques i els ensenyaments de Jesús per trencar la filosofia saducea de Teòfil, potser amb l'esperança que Teòfil utilitzaria la seva influència per aconseguir que els saduceus cessessin la persecució dels cristians. També es podria mirar l'Evangeli de Lluc com una referència al·legòrica (רֶמֶז Remez) Jesús com "l'home anomenat Germen" (del qual tot germinarà), profetitzat a Za 3:8 Za 6:12-13, el qual és l'últim gran sacerdot presagiat pel Sacerdoci Levític.
La majoria, si no tots, dels comentaris sobre l'Evangeli de Lluc diuen que la perícope de la "pregunta sobre la resurrecció", presentada a Lc 20:27-40, és l'únic relat, a Lluc, de Jesús enfrontant-se als saduceus. És cert que Lluc només esmenta els saduceus pel seu nom una vegada, però no és cert que aquesta perícope sigui l'única relativa als saduceus. Les paràboles sobre el bon samarità, el majordom infidel, l'home ric i Llàtzer, i els pagesos malvats, estan dirigides als saduceus que controlaven l'establiment del Temple. Aquestes paràboles són sobre els sacerdots infidels. Són els malvats fills d'Elí.
Tots els passatges del Nou Testament sobre l'almoina, excepte un en Mateu, es troben en Lluc-Fets. Per tant, aquestes paràboles poden ser sobre l'almoina i l'ús adequat de la riquesa controlada per les autoritats del Temple. La crítica de Lluc se centra en l'ús d'aquests recursos del Temple per l'aristocràcia religiosa per als seus propis fins egoistes. Això vol dir que les autoritats religioses controlaven una gran riquesa que havia estat en temps passats distribuïda adequadament les persones com a part de la forma institucional de l'almoina. Els sacerdots en aquestes paràboles són infidels, deshonestos i desobedients, ja que, entre altres coses, no han convidat els pobres, els mutilats, els coixos i els cecs a la taula del banquet. Una vegada que el càrrec del gran sacerdot es va convertir en no hereditari, i disponible al millor postor, el paper institucional de l'almoina va ser abandonat o reduït, ja que el comprador havia de recuperar el seu preu de compra.
Un punt de vista minoritari identifica Teòfil amb un posterior Summe Sacerdot: Matitiahu ben Teòfil qui va servir entre el 65 i el 66. Cal tenir en compte que Lluc es refereix al gran sacerdot Josep ben Caifàs simplement com a "Caifàs". ［Lc 3:2］ Per tant, segons aquest raonament, Lluc utilitza aquest patró en adreçar-se a Teòfil.
Contra aquesta identificació està el fet que Lluc aclareix alguns conceptes i dades que seria impensable no conegués un sacerdot de Jerusalem; per exemple detalla elements de la doctrina saducea, ［Lc 20:27］ ［Ac 23:8］ assenyala que Emaús està a tal distància de Jerusalem. A més, la cita de Mateu sobre els senyals del temps ［Mt 16:2］ és reinterpretada ［Lc 12:55］ perquè s'ajusti a l'Egeu, no a Palestina.

### Tit Flavi Sabí
Una altra tradició afirma que la persona era un oficial romà convertit, possiblement Tit Flavi Sabí II, ex prefecte de Roma i germà gran del futur emperador romà Vespasià, a causa de l'honorífic: "il·lustre" (Lluc 1:3). Al igual que a Tit Flavi Sabí, a Teòfil se li dona un paper crucial en la novel·la històrica Les Flames de Roma de Paul Maier, on se li dona la dedicatòria de l'"Evangeli de Lluc" i "Fets dels Apòstols", de Lluc l'Evangelista. Una àmplia investigació de Maier a la intertextualitat bíblica i arqueològica presta credibilitat a aquesta teoria, com s'evidencia en les notes al peu de l'obra. Ell també vincula a Tit Flavi Sabí amb Aule Plauci i la seva esposa Pompònia Grecina per matrimoni, els últims dels quals, segons creuen els estudiosos, s'havien convertit al cristianisme, i possiblement van usar l'estatus de seu gendre com a alcalde de Roma per tractar de protegir Pau mentre es trobava sota arrest domiciliari durant la seva primera estada a Roma. Com es creia que Lluc estava amb l'apòstol Pau en aquest moment, és de fet plausible que en agraïment a Sabí per les atencions que va mostrar a Pau durant el seu empresonament, Lluc considerés Sabí com a Amic de Déu, basat en les paraules de Crist:
| « | Us ho asseguro: tot allò que fèieu a un d'aquests germans meus més petits, a mi m'ho fèieu. ［Mateu 25:40］ | » |

Per honrar Sabí, mentre el protegia de la persecució dels cristians i els que simpatitzaven amb ells sota el govern tirànic de l'emperador Neró, es postula que Lluc codifica la dedicació de Fets.

### Un advocat
Alguns creuen que Teòfil podria haver estat l'advocat de Pau durant el seu període de prova a Roma.